# Peugeot 908 HDi FAP
Peugeot 908 HDi FAP – prototypowy samochód wyścigowy przygotowany specjalnie do uczestnictwa w 24-godzinnym wyścigu Le Mans. 
Model 908 napędza jednostka wysokoprężna, dwunastocylindrowa w układzie V (pod kątem stu stopni). Rozwija ona moc 700 KM i maksymalny moment obrotowy 1200 niutonometrów. Prędkość maksymalna i przyspieszenie nie są znane. 